# Kelvin Arase
Kelvin Arase (Benin City, 15 gennaio 1999) è un calciatore austriaco, attaccante del Waldhof Mannheim.

## Carriera

### Club
Cresciuto nel settore giovanile del Rapid Vienna, ha esordito in prima squadra il 18 settembre 2016, nella partita di campionato vinta per 3-0 contro il Mattersburg. Il 25 novembre 2017 prolunga fino al 2020.

### Nazionale
Il 7 settembre 2018 ha debuttato con la nazionale Under-21 austriaca, in occasione della partita di qualificazione agli Europei 2019 vinta per 2-1 contro l'Armenia.

## Statistiche

### Presenze e reti nei club
Statistiche aggiornate al 9 agosto 2019.
| Stagione            | Squadra             | Campionato          | Campionato | Campionato | Coppe nazionali | Coppe nazionali | Coppe nazionali | Coppe continentali | Coppe continentali | Coppe continentali | Altre coppe | Altre coppe | Altre coppe | Totale | Totale | Totale |
| Stagione            | Squadra             | Comp                | Pres       | Reti       | Comp            | Pres            | Reti            | Comp               | Pres               | Reti               | Comp        | Pres        | Reti        | Pres   | Reti   |        |
| ------------------- | ------------------- | ------------------- | ---------- | ---------- | --------------- | --------------- | --------------- | ------------------ | ------------------ | ------------------ | ----------- | ----------- | ----------- | ------ | ------ | ------ |
| 2016-2017           | Rapid Vienna        | BL                  | 2          | 0          | CA              | 1               | 0               | UEL                | 0                  | 0                  | -           | -           | -           | 3      | 0      |        |
| 2017-2018           | Rapid Vienna        | BL                  | 1          | 0          | CA              | 1               | 0               |                    | -                  | -                  | -           | -           | -           | 2      | 0      |        |
| 2018-2019           | Horn                | EL                  | 19         | 0          | CA              | 1               | 0               | -                  | -                  | -                  | -           | -           | -           | 20     | 0      |        |
| mag.-giu. 2019      | Rapid Vienna        | BL                  | 1          | 0          | CA              | 0               | 0               |                    | -                  | -                  | -           | -           | -           | 1      | 0      |        |
| 2019-2020           | Rapid Vienna        | BL                  | 0          | 0          | CA              | 1               | 1               |                    | -                  | -                  | -           | -           | -           | 1      | 1      |        |
| Totale Rapid Vienna | Totale Rapid Vienna | Totale Rapid Vienna | 4          | 0          |                 | 3               | 1               |                    | 0                  | 0                  |             | -           | -           | 7      | 0      |        |
| Totale carriera     | Totale carriera     | Totale carriera     | 23         | 0          |                 | 4               | 1               |                    | 0                  | 0                  |             | -           | -           | 27     | 1      |        |

### Cronologia presenze e reti in nazionale
| Cronologia completa delle presenze e delle reti in nazionale ― Austria under 21 | Cronologia completa delle presenze e delle reti in nazionale ― Austria under 21 | Cronologia completa delle presenze e delle reti in nazionale ― Austria under 21 | Cronologia completa delle presenze e delle reti in nazionale ― Austria under 21 | Cronologia completa delle presenze e delle reti in nazionale ― Austria under 21 | Cronologia completa delle presenze e delle reti in nazionale ― Austria under 21 | Cronologia completa delle presenze e delle reti in nazionale ― Austria under 21 | Cronologia completa delle presenze e delle reti in nazionale ― Austria under 21 |
| Data                                                                            | Città                                                                           | In casa                                                                         | Risultato                                                                       | Ospiti                                                                          | Competizione                                                                    | Reti                                                                            | Note                                                                            |
| ------------------------------------------------------------------------------- | ------------------------------------------------------------------------------- | ------------------------------------------------------------------------------- | ------------------------------------------------------------------------------- | ------------------------------------------------------------------------------- | ------------------------------------------------------------------------------- | ------------------------------------------------------------------------------- | ------------------------------------------------------------------------------- |
| 7-9-2018                                                                        | Ritzing                                                                         | Austria under 21                                                                | 2 – 1                                                                           | Armenia under 21                                                                | Qual. Europeo Under-21 2019                                                     | -                                                                               | 72’                                                                             |
| 11-9-2018                                                                       | Gibilterra                                                                      | Gibilterra under 21                                                             | 0 – 5                                                                           | Austria under 21                                                                | Qual. Europeo Under-21 2019                                                     | -                                                                               | 46’                                                                             |
| Totale                                                                          |                                                                                 | Presenze                                                                        | 2                                                                               |                                                                                 | Reti                                                                            | 0                                                                               |                                                                                 |